# Simon Rodia
Sabato Rodia, detto Simon (Serino, 12 febbraio 1879 – Martinez, 16 luglio 1965), è stato un artista italiano naturalizzato statunitense.

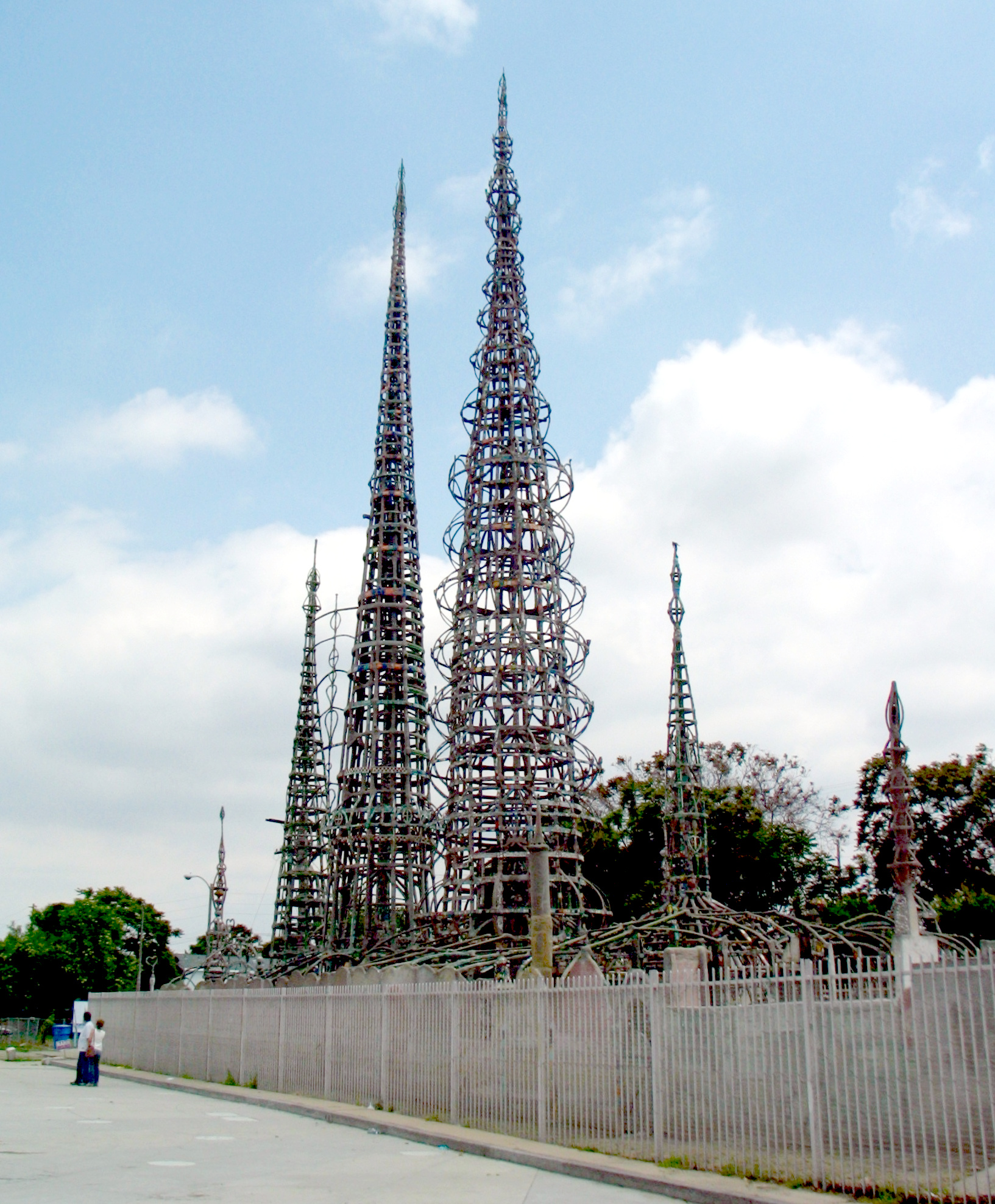
Le Watts Towers

Costruì a Los Angeles, nell'arco di trent'anni (dal 1921 al 1954), le Watts Towers, tre torri di ferro di altezze diverse (la più alta raggiunge i 30 metri), parti di un raro complesso di sculture realizzate con materiali di varia natura, acciaio in prevalenza, ma anche bottiglie di vetro, ceramiche e cemento disposti in molti punti a mosaico. La creazione di Rodia è, in effetti, una sorta di arca, nella quale le tre torri fungono da alberi di una nave ideale e immaginaria. L'opera architettonica e scultorea di Rodia sorge in una delle periferie più difficili della città di Los Angeles chiamata, appunto, Watts.

## Biografia
Nacque e visse a Ribottoli in Serino, piccolo centro sito a pochi chilometri da Avellino. Insieme al fratello maggiore emigrò all'età di quindici anni negli Stati Uniti per lavorare in una miniera in Pennsylvania. Dopo la morte del fratello maggiore, causata da un incidente in miniera, decise di spostarsi a Seattle, Washington, dove nel 1902 sposò Lucia Ucci.
La coppia si stabilì successivamente in California, nella città di Oakland, dove nacquero i tre figli. Rodia divorziò da Ucci nel 1912 e si spostò a Long Beach dove si mantenne per lungo tempo con lavoretti da muratore, operaio e piastrellista prima di trasferirsi nel quartiere di Watts a Los Angeles, dove acquistò una proprietà nel 1920.
Nel 1921 cominciò la costruzione delle Watts Towers e delle varie sculture, terminando il lavoro solo nel 1954. A causa di numerosi atti di vandalismo del vicinato, Rodia decise di trasferirsi a Martinez, dove passò gli ultimi anni della sua vita. Si pensa che Rodia non tornò più a Los Angeles fino alla sua morte, sopraggiunta nel 1965. Un documentario indipendente, uscito nel 2006 e intitolato I Build the Tower (scritto, diretto e prodotto da Edward Landler e Brad Byer), ricostruisce in modo esaustivo la vicenda di Simon Rodia.

## Curiosità
- L'opera venne intitolata da Rodia "Nuestro Pueblo", l'intestazione compare, all'interno della struttura, inscritta in un arco.
- Simon Rodia è l'unico italiano ad apparire nella copertina dell'album dei Beatles Sgt. Pepper's Lonely Hearts Club Band (1967). La sua foto è in alto a destra in compagnia di Edgar Allan Poe, Fred Astaire, Carl Gustav Jung e Bob Dylan.[5]
- A questa figura è dedicata la canzone Sabato Simon Rodia dei Santo Niente, contenuta nell'album Mare Tranquillitatis del 2013.
- L'opera di Rodia nasconde dei segreti, come sostengono alcuni studiosi (Ed Landler, Luisa Del Giudice, Alessandro Dal Lago, Serena Giordano, Thomas Harrison, Rosie Lee Hooks, Virginia Kazor, Jeffrey Herr, Guglielmo Bilancioni, Paul A. Harris, Gloria Ricci Lothrop, Joseph Sciorra, George Epolito) che hanno condotto ricerche approfondite sul significato del simbolismo contenuto nelle libere creazioni di Rodia. Alcuni studiosi hanno voluto vederci un richiamo alla tradizione folklorica dei Gigli, tipica della Campania, altri hanno affermato giustamente che la struttura è a forma di arca e contiene riferimenti al mondo nautico (conchiglie e altro). I dibattiti ruotano anche intorno al tema del matrimonio, visto che si possono ammirare in serie un altare, una scultura a forma di torta nuziale e una fonte battesimale; per gli storici dell'arte l'opera di Rodia rimane qualcosa di straordinario e soprattutto irripetibile. In un vecchio documentario del 1957, Simon Rodia conferma la sua totale ingenuità rispetto al mondo dell'arte, la sua opera è frutto del desiderio di fare qualcosa tout court, senza teorie o speculazioni filosofiche a sostenerlo. La frase che riassume al meglio il pensiero di Simon Rodia è "I have to do something, I build the tower people like ..."
- Le Watts Towers compaiono in un episodio del fumetto italiano Dampyr, intitolato Firmato: Bugsy Siegel! e pubblicato nell'ottobre 2011; presso le torri ha luogo lo scontro tra il protagonista Harlan Draka ed il vampiro Bugsy Siegel, suo nemico.